# 第14回参議院議員通常選挙
第14回参議院議員通常選挙（だい14かいさんぎいんぎいんつうじょうせんきょ）は、1986年（昭和61年）7月6日に日本で行われた国会（参議院）議員の選挙である。
第38回衆議院議員総選挙との同日選挙である。

## 概説
- 1980年以来、6年ぶり2回目となる衆参同日選挙となった。これ以降2022年（令和4年）の第26回参議院議員通常選挙時点においても、衆参同日選挙は行われていない。
- 選挙の結果、自民党は過半数を20議席近く上回る勝利を収めた。また、同時に行われた第38回衆議院議員総選挙では、自民党は公認候補のみで300議席を獲得（追加公認を含めれば304議席）し圧勝、結党以来最高となった。
- 次の参院選は憲法第46条により1989年7月23日に行われたが、1989年1月7日の昭和天皇の崩御に伴い明仁親王が皇位を継承したことにより、この選挙が昭和時代最後の参院選となった。

## 選挙データ

### 内閣
- 第2次中曽根内閣（第72代）

### 投票日
- 1986年（昭和61年）7月6日

### 改選数
- 126議席
  - 選挙区：76
  - 比例区；50

### 選挙制度
- 選挙区 
  - 小選挙区：26議席 
    - 2人区（改選1名、単記投票）：26選挙区

  - 中選挙区制：50議席
    - 4人区（改選2名、単記投票）：15選挙区
    - 6人区（改選3名、単記投票）：4選挙区
    - 8人区（改選4名、単記投票）：2選挙区
- 比例区 - 拘束名簿式比例代表制：改選数50議席
- 秘密投票
- 20歳以上の男女
- 有権者：86,426,845名（選挙区）

男性：41,842,106名
女性：44,584,739名

### その他
- 立候補者：506名

選挙区：263名
比例区：243名

## 選挙結果

### 投票率
- 71.3%

### 議席数
| 政党名           | 改選 | 非改選 | 合計 |
| ---------------- | ---- | ------ | ---- |
| 自由民主党       | 72   | 71     | 143  |
| 日本社会党       | 20   | 21     | 41   |
| 公明党           | 10   | 14     | 24   |
| 日本共産党       | 9    | 7      | 16   |
| 民社党           | 5    | 7      | 12   |
| サラリーマン新党 | 1    | 2      | 3    |
| 新自由クラブ     | 1    | 1      | 2    |
| 第二院クラブ     | 1    | 1      | 2    |
| 税金党           | 1    | 1      | 2    |
| 社会民主連合     | 0    | 1      | 1    |
| 無所属           | 6    | 0      | 6    |
| 合計             | 126  | 126    | 252  |

|                  | 選挙区     | 選挙区 | 選挙区 | 比例区     | 比例区 | 比例区 | 議席 合計 |
| 得票             | %          | 議席   | 得票   | %          | 議席   |        | 議席 合計 |
| ---------------- | ---------- | ------ | ------ | ---------- | ------ | ------ | --------- |
| 自由民主党       | 26,111,258 |        | 50     | 22,132,573 | 38.6%  | 22     | 72        |
| 日本社会党       | 12,464,579 |        | 11     | 9,869,088  |        | 9      | 20        |
| 公明党           | 2,549,037  |        | 3      | 7,438,501  |        | 7      | 10        |
| 日本共産党       | 6,617,487  |        | 4      | 5,430,838  |        | 5      | 9         |
| 民社党           | 2,643,370  |        | 2      | 3,940,325  |        | 3      | 5         |
| 税金党           | 327,444    |        | 0      | 1,803,051  |        | 1      | 1         |
| サラリーマン新党 |            |        |        | 1,759,484  |        | 1      | 1         |
| 二院クラブ       |            |        |        | 1,455,532  |        | 1      | 1         |
| 新自由クラブ     |            |        |        | 1,367,291  |        | 1      | 1         |
| その他の政党     | 1,192,801  |        | 0      | 2,166,059  |        | 0      | 0         |
| 無所属           | 6,032,259  |        | 6      |            |        |        | 6         |
| 合計             | 57,938,236 |        | 76     | 57,326,742 |        | 50     | 126       |

出典：統計局ホームページ／第27章　公務員・選挙

### 各党
- 自由民主党

党本部総裁＝中曽根康弘 党本部副総裁＝二階堂進 執行部幹事長＝金丸信 総務会長＝宮沢喜一 政務調査会長＝藤尾正行 国会対策委員長＝藤波孝生 参議院議員会長＝藤田正明
- 日本社会党

中央執行委員長＝石橋政嗣 中央執行副委員長＝小野明／土井たか子／武藤山治／山本政弘 執行部書記長＝田邊誠 政策審議会長＝嶋崎譲 国会対策委員長＝山口鶴男 参議院議員会長＝瀬谷英行
- 公明党

中央執行委員長＝竹入義勝 中央執行副委員長＝浅井美幸／鈴木一弘／多田省吾／二宮文造 執行部書記長＝矢野絢也 政策審議会長＝正木良明 国会対策委員長＝権藤恒夫 参議院議員団長＝鈴木一弘
- 日本共産党

中央委員会議長＝宮本顕治 幹部会委員長＝不破哲三 幹部会副委員長＝市川正一／戎谷春松／西沢富夫／村上弘 書記局長＝金子満広 政策委員会責任者＝村上弘 国会対策委員長＝寺前巌 参議院議員団長＝上田耕一郎
- 民社党

中央執行委員長＝塚本三郎 中央執行副委員長＝永末英一 執行部書記長＝大内啓伍 政策審議会長＝米沢隆 国会対策委員長＝小沢貞孝 参議院議員会長＝三治重信 常任顧問＝春日一幸／小平忠／佐々木良作／中村正雄
- 新自由クラブ

常任幹事会代表＝田川誠一 常任幹事会幹事長＝山口敏夫 政策委員会責任者 国会対策委員長＝
- 社会民主連合

常任役員会代表＝江田五月 常任役員会副代表安東仁兵衛／大柴滋夫 執行部幹事長＝楢崎弥之助 政策委員会責任者＝菅直人 国会対策委員長阿部昭吾
- 無所属

## 議員

### この選挙で選挙区当選
自民党   社会党   公明党   共産党   民社党   諸派   無所属 
| 北海道     | 北海道     | 北海道     | 北海道     | 青森県     | 岩手県     | 宮城県     | 秋田県     | 山形県     |            |
| 対馬孝且   | 岩本政光   | 高木正明   | 小笠原貞子 | 山崎竜男   | 高橋清孝   | 遠藤要     | 佐々木満   | 鈴木貞敏   |            |
| 福島県     | 福島県     | 茨城県     | 茨城県     | 栃木県     | 栃木県     | 群馬県     | 群馬県     | 埼玉県     | 埼玉県     |
| 鈴木省吾   | 八百板正   | 岩上二郎   | 矢田部理   | 森山真弓   | 大島友治   | 中曽根弘文 | 福田宏一   | 瀬谷英行   | 名尾良孝   |
| 千葉県     | 千葉県     | 神奈川県   | 神奈川県   | 山梨県     | 東京都     | 東京都     | 東京都     | 東京都     |            |
| 井上裕     | 赤桐操     | 斎藤文夫   | 千葉景子   | 中村太郎   | 三木忠雄   | 小野清子   | 田辺哲夫   | 上田耕一郎 |            |
| 新潟県     | 新潟県     | 富山県     | 石川県     | 福井県     | 長野県     | 長野県     | 岐阜県     | 静岡県     | 静岡県     |
| 長谷川信   | 志苫裕     | 永田良雄   | 沓掛哲男   | 熊谷太三郎 | 小山一平   | 向山一人   | 藤井孝男   | 青木薪次   | 木宮和彦   |
| 愛知県     | 愛知県     | 愛知県     | 三重県     | 滋賀県     | 京都府     | 京都府     | 大阪府     | 大阪府     | 大阪府     |
| 大木浩     | 高木健太郎 | 三治重信   | 斎藤十朗   | 山田耕三郎 | 林田悠紀夫 | 神谷信之助 | 西川きよし | 峯山昭範   | 沓脱タケ子 |
| 兵庫県     | 兵庫県     | 兵庫県     | 奈良県     | 和歌山県   | 鳥取県     | 島根県     | 岡山県     | 岡山県     |            |
| 中西一郎   | 本岡昭次   | 片上公人   | 服部安司   | 前田勲男   | 坂野重信   | 青木幹雄   | 加藤武徳   | 一井淳治   |            |
| 広島県     | 広島県     | 山口県     | 徳島県     | 香川県     | 愛媛県     | 高知県     | 福岡県     | 福岡県     | 福岡県     |
| 宮沢弘     | 小西博行   | 江島淳     | 松浦孝治   | 平井卓志   | 仲川幸男   | 谷川寛三   | 福田幸弘   | 渡辺四郎   | 本村和喜   |
| 佐賀県     | 長崎県     | 熊本県     | 熊本県     | 大分県     | 宮崎県     | 鹿児島県   | 鹿児島県   | 沖縄県     |            |
| 大塚清次郎 | 初村滝一郎 | 田代由紀男 | 守住有信   | 後藤正夫   | 上杉光弘   | 井上吉夫   | 川原新次郎 | 大城真順   |            |

#### 補欠当選
- 山口選挙区 江島淳（1987.5.25死去）→二木秀夫（1987.7.12補欠当選）
- 福岡選挙区 福田幸弘（1988.12.23死去）→渕上貞雄（1989.2.12補欠当選）
- 新潟選挙区 志苫裕（新潟県知事選立候補による退職）→大渕絹子（1989.6.25補欠当選）
- 茨城選挙区 岩上二郎（1989.8.16死去）→野村五男（1989.10.1補欠当選）
- 愛知選挙区 高木健太郎（1990.9.24死去）→大島慶久（1990.11.4補欠当選）
- 新潟選挙区 長谷川信（1990.10.28死去）→真島一男（1990.12.9補欠当選）
- 青森選挙区 山崎竜男（青森県知事選立候補による退職）→松尾官平（1991.2.24補欠当選）
- 埼玉選挙区 名尾良孝（1991.5.6死去）→関根則之（1991.6.16補欠当選）
- 福岡選挙区 本村和喜（1991.8.17死去）→重富吉之助（1991.9.29補欠当選）

### 比例代表選出議員
自民党   社会党   民社党   公明党   サラリーマン新党   共産党   税金党   新自由クラブ   第二院クラブ 
| 1-10  | 鳩山威一郎 | 長田裕二 | 福間知之 | 広中和歌子 | 関口恵造 | 大河原太一郎 | 立木洋     | 野田哲   | 下稲葉耕吉 | 橋本孝一郎 |
| 11-20 | 塩出啓典   | 村上正邦 | 鈴木和美 | 野沢太三   | 井上孝   | 山中郁子     | 太田淳夫   | 松本英一 | 梶原清     | 岡部三郎   |
| 21-30 | 板垣正     | 山本正和 | 田淵哲也 | 鶴岡洋     | 田沢智治 | 近藤忠孝     | 秋山肇     | 平野清   | 岡田広     | 及川一夫   |
| 31-40 | 山口淑子   | 中野鉄造 | 山東昭子 | 青島幸男   | 山口哲夫 | 斎藤栄三郎   | 宇都宮徳馬 | 吉岡吉典 | 勝木健司   | 松浦功     |
| 41-50 | 猪熊重二   | 田淵勲二 | 宮崎秀樹 | 久世公堯   | 田中正巳 | 粕谷照美     | 諌山博     | 及川順郎 | 永野茂門   | 宮田輝     |

#### 繰上当選
| 当選       | 所属政党     | 欠員       | 欠員事由                                      |
| ---------- | ------------ | ---------- | --------------------------------------------- |
| いずみたく | 第二院クラブ | 青島幸男   | 青島幸男の辞任に伴う（1989年6月16日）         |
| 針生雄吉   | 公明党       | 塩出啓典   | 塩出啓典の衆院選立候補に伴う（1990年2月23日） |
| 山口光一   | 自由民主党   | 宮田輝     | 宮田輝の死去に伴う（1990年8月20日）           |
| 山田俊昭   | 第二院クラブ | いずみたく | いずみたくの死去に伴う（1992年5月25日）       |

### この選挙で初当選
計39名
※初当選者のうち、衆議院議員経験者には「※」の表示がある。
自由民主党
20名
- 青木幹雄
- 大塚清次郎
- 小野清子
- 木宮和彦
- 久世公堯

- 沓掛哲男
- 斎藤文夫
- 下稲葉耕吉
- 鈴木貞敏
- 高橋清孝

- 田辺哲夫
- 中曽根弘文
- 永田良雄
- 永野茂門
- 野沢太三

- 福田幸弘
- 松浦孝治
- 宮崎秀樹
- 向山一人※
- 本村和喜

日本社会党
6名
- 及川一夫
- 田渕勲二
- 千葉景子
- 山口哲夫
- 山本正和

- 渡辺四郎

公明党
4名
- 猪熊重二
- 及川順郎
- 片上公人
- 広中和歌子

日本共産党
2名
- 諫山博※
- 吉岡吉典

民社党
2名
- 勝木健司
- 橋本孝一郎

税金党
1名
- 秋山肇

サラリーマン新党
1名
- 平野清

無所属
3名
- 一井淳治
- 上杉光弘
- 西川きよし

### この選挙で返り咲き
計2名
自由民主党
1名
- 林田悠紀夫

日本共産党
1名
- 沓脱タケ子

### この選挙で引退
計23名
自由民主党
10名
- 安孫子藤吉
- 上田稔
- 蔵内修治
- 源田実
- 小林国司

- 内藤健
- 夏目忠雄
- 秦野章
- 福岡日出麿
- 安田隆明

日本社会党
7名
- 阿具根登
- 片山甚市
- 小柳勇
- 竹田四郎
- 寺田熊雄

- 目黒今朝次郎
- 山田譲

公明党
3名
- 大川清幸
- 白木義一郎
- 鈴木一弘
- 二宮文造

### この選挙で落選
計10名
自由民主党
2名
- 上條勝久
- 藤田栄

公明党
1名
- 桑名義治

日本共産党
1名
- 安武洋子

民社党
3名
- 伊藤郁男
- 柄谷道一
- 秦豊

無所属
3名
- 中村鋭一
- 中山千夏
- 増田盛